# Núñez (Buenos Aires)
Pour les articles homonymes, voir Núñez.

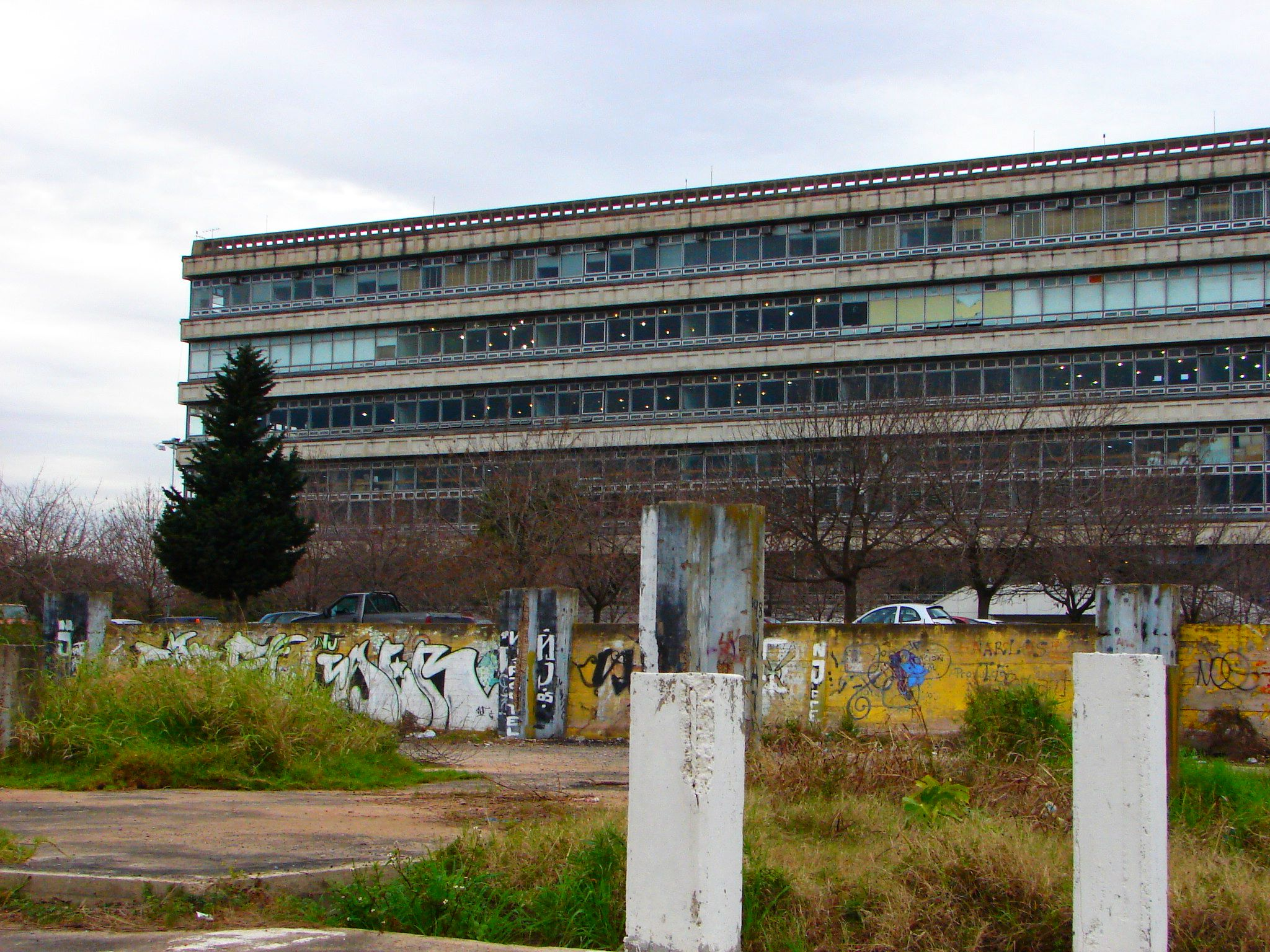
La faculté d'architecture ou FADU - Buenos Aires

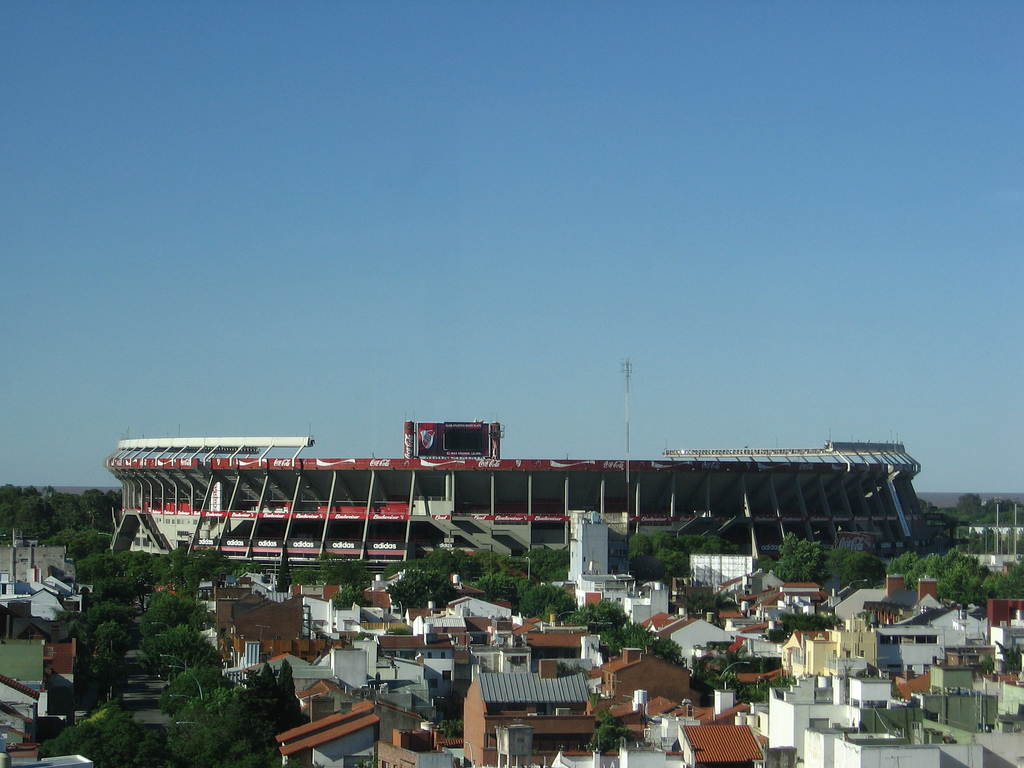
Stade Antonio Vespucio Liberti.

Núñez est un quartier de la ville de Buenos Aires, capitale de 
l'Argentine. 
C'est le quartier situé le plus au nord de la ville au bord du Río de la Plata.
Il est bordé par les quartiers de Belgrano au sud-est, Saavedra et Coghlan à l'ouest, et par la localité de Vicente López correspondant au partido de même nom de la province de Buenos Aires, au nord-ouest.

## Quelques chiffres
- Population : 53 005 habitants.
- Superficie : 3,9 km2
- Densité : 13 591 hab / km2

## Histoire
Le quartier fut fondé par don Florencio Emeterio Núñez en même temps que le quartier 
Saavedra. Le 27 avril 1873, avec l'inauguration des voies de chemin de fer, quelque 2 000 personnes décidèrent de s'installer dans cette zone. Les terres furent fragmentées et on commença à construire les premiers édifices. Núñez donna du terrain pour y construire la gare, raison pour laquelle la gare comme le quartier portent son nom.

## Description
La zone a d'abondants édifices à appartements de grande taille et une grande activité 
commerciale, spécialement dans l'Avenida Cabildo et l'Avenida del Libertador. Il y a deux places principales : la Plaza Balcarce et la Plaza Félix Lima. Entre l'Avenida del Libertador et la rive du río, se trouvent de grandes surfaces aérées, où existent des clubs sportifs et le fameux Stade Monumental Antonio V. Liberti. De plus 
beaucoup d'autres espaces verts moins importants existent un peu partout dans le quartier.
Actuellement (2006) le quartier passe par une période de boom immobilier important. C'est une zone qui se caractérise par un style unifié de vieilles maisons de maître, dont un grand nombre ont été fractionnés en logements plus petits et plus populaires.

## Principaux édifices
- Stade Monumental Antonio Vespucio Liberti, siège du Club Atlético River Plate. En fait ce stade se trouve dans le quartier de Belgrano.
- Le CeNARD, un complexe sportif pour les athlètes de haut niveau.
- L'Escuela de Mecánica de la Armada (ou ESMA - en français : École de mécanique de l'armée), où des crimes atroces furent commis contre les opposants à la dictature sanglante des généraux Videla et consorts (1976-1983).
- Le principal campus ou Ciudad Universitaria (Cité universitaire) de l'Université de Buenos Aires (UBA).